# Tonalita
Tonalita označuje vztahový řád mezi tóny v melodickém a harmonickém významu. Jako tonalita je v evropské hudbě označována dur-mollová tonalita, ostatní hierarchická uspořádání tónového materiálu bývají označována jako modalita. Hlavní význam v dur-mollové tonalitě má tónika a pak také příbuzné tóny (z harmonického hlediska akordy) dominanta a subdominanta. Zvláštní funkci má tzv. citlivý tón.
Polytonalitou rozumíme vztah k několika tonálním centrům současně (souznění dvou nebo více tónin).
V protikladu k tonalitě stojí atonalita.
Z užšího hlediska se také používá pojem tonalita pro tonální systém.

## Vývoj tonality
Vznik tonality souvisí v evropské hudbě s vývojem polyfonie, který začal koncem 9. století. K jednohlasým melodiím přibývaly další hlasy, které se postupně osamostatňovaly a postupně stoupal význam intervalů mezi nimi. Na počátku 15. století, byly již kromě oktáv, kvint a kvart považovány za konsonantní intervaly i tercie, což umožnilo použití terciových souzvuků – kvintakordů.
Přibližně do první poloviny 17. století se postupné vytvářely tonální harmonické vztahy. Na finálním tónu starých stupnic – modů vznikl tónický kvintakord. Tóny sousedící s finálním tónem se staly základem dominantní harmonické funkce – dominantního kvintakordu. Později se objevil i kvintakord subdominantní.
V období klasické tonality mezi druhou polovinou 17. století a koncem 19. století se přestaly používat staré mody a ustálily se dva typy diatonických stupnic – dur a moll. Tonalita využívala akordů s terciovou stavbou, které se používaly v základní poloze i v obratech. K akordům bylo možné přidávat neharmonické tóny, které musely být připraveny a rozvedeny předepsaným způsobem.
V čisté diatonické tonalitě jsou tóniny vyjádřeny třemi základními harmonickými funkcemi – tónikou (T), subdominantou (S) a dominantou (D). Kromě základních funkcí jsou užívány též vedlejší kvintakordy, vytvořené na II., III., VI. a VII. stupni tóniny. Přirozená durová tónina obsahuje durovou tóniku, subdominantu i dominantu, přirozená mollová tónina obsahuje tóniku, subdominantu i dominantu mollovou.
Postupně docházelo k mísení durové a mollové tonality. Do durové tonality byly vnášeny mollové základní funkce a do mollové tonality funkce durové. Nejdříve byla užívána harmonická moll s durovou dominantou, později se objevilo též používání melodické moll s durovou subdominantou a harmonické dur s mollovou subdominantou. Mollová dominanta v melodické dur se začala používat nejpozději. Mollová tónika v durové tónině a durová tónika v mollové tónině jsou používány až ve 20. století.
Používané harmonické funkce byly dále rozšiřovány a obohacovány, čímž se tonální vztahy začaly uvolňovat. Objevila se alterovaně chromatická tonalita, v níž je používán též frygický kvintakord na II. stupni a lydický kvintakord na VII. stupni. Vůči tónům tónického kvintakordu jsou používány pouze diatonické půltónové postupy, tedy nejsou chromaticky zvyšovány nebo snižovány tóny tónického kvintakordu.
Rozšířená tonalita, nazývaná též enharmonicko-chromatická tonalita využívá úplnou chromatickou stupnici s enharmonicky záměnnými tóny a mimotonální funkce, především dominanty. Jako umělé citlivé tóny se používají tóny chromaticky odvozené od tónů tónického kvintakordu a dochází k častým vybočením od jiných tónin, základní tónina bývá upevňována alespoň na počátku a v závěru jednotlivých hudebních částí.
Ve 20. století v období moderní tonality dochází využitím úplné temperované chromatiky a temperovaných intervalů k zrovnoprávnění všech dvanácti tónů temperované chromatiky a systém sedmitónových diatonických stupnic postupně ztrácí svůj dřívější význam. Využívání nových souzvuků a stále obecnější a volnější chápání funkčních harmonických vztahů vedle k postupnému oslabování tonality a zmenšování významu kompozičních pravidel platných pro klasickou tonalitu. Dochází k popření funkčních vztahů, každý akord lze spojit s každým. Charakteristické je obohacování stávajících souzvuků a stavba nových, vztahy akordů jsou mnohdy zredukované na vztahy jejich základních tónů. Tonálním centrem, tónikou (T), zůstává I. stupeň stupnice. Funkci dominanty (D) mohou plnit všechny funkce směřující k tónice (autentické funkce). Kromě V. stupně jsou to i III. a VII. stupeň. Funkce subdominantní (S), směřující od tóniky (plagální funkce) mají kromě IV. stupně též VI. a II. stupeň, někdy i stupeň VII. Při dalším uvolnění tonality lze využít zcela rovnocenně všech tónů chromatické stupnice. Tóny chromaticky odvozené od tónů tónického kvintakordu lze používat i v tónické funkci. Dostředivá kadenční síla tóniky je vyjádřená akordem, intervalem nebo tónem prvního stupně stupnice. Tonalita se stává centralitou.
Úplným popřením tonálních vztahů se na přelomu 19. a 20. století dospělo až k protikladu tonality – atonalitě.